# 里拉克桑特里
里拉克桑特里是法国科雷兹省的一个市镇，位于该省东南部，属于蒂勒区。该市镇总面积25.31平方公里，2009年时的人口为300人。

## 人口
里拉克桑特里（Rilhac-Xaintrie）人口变化图示